# Ярмохович Іван Матвійович
Іва́н Матві́йович Ярмохо́вич (нар.1828, Новоград-Волинський — пом.1896, Златопіль) — український художник, педагог.

## Життєпис

### Родина
Народився в сім'ї Новоград-Волинського міщанина.

### Навчання
Образотворчому мистецтву почав навчатися з 1 вересня 1851 року в школі Наполеона Буяльського в Києві. Зразу ж після закінчення школи Буяльського 1859 року починає навчатися в Академії мистецтв «вільним відвідувачем» і 1862 року дістає звання «некласного художника». Ще під час навчання у 1861 році на виставках дістає дві малі срібні медалі.

### Педагогічна праця
В історичних джерелах як викладач Малювання, Каліграфії та Креслення з'являється лише в 1869–1870 навчальному році в чоловічій прогімназії міста Златополя. Педагогічна праця захопила художника і він викладав ці предмети як в прогімназії, так і згодом після її реорганізації в гімназію аж до 1897 року.
Відомо, що в 1877–1897 роках він також викладав Малювання, Каліграфію та Креслення в жіночій прогімназії міста Златополя.
За сумлінну працю Ярмохович отримує чини державної служби:
- 1874 року — титулярний радник.
- 1877 року — колезький асесор.

### Сім'я
- Дружина — Марія Аполінаріївна. Після смерті чоловіка виїхала до Києва 9 січня 1897 року[32]. Станом на 21 грудня 1913 року перебувала в Петербурзькому Будинку вдів, майном не володіла, отримувала щомісяця 10 рублів пенсії[33].
- Донька Людмила (нар.12 вересня 1874[34], Златопіль — пом. ?) — 9 червня 1889 року закінчила Златопільську жіночу прогімназію. Станом на 21 грудня 1913 року була одружена.
- Син Валентин (нар.1 травня 1878[35], Златопіль — пом.19 серпня 1914, ?) — 9 червня 1898 року закінчив Златопільську чоловічу гімназію з відмінною поведінкою, цілком задовільним відвідуванням і виконанням завдань, доброю ретельністю та значною цікавістю[35]. 1907 року — поручик 26 драгунського Бузького полку[36] (з 6 грудня 1907 року — 9-й уланський Бузький Його Королівської Величності Ерцгерцога Австрійського Франца Фердинанда, з 22 червня 1914 року — 9-й уланський Бузький)[37]. 16 березня 1907 року нагороджений Орденом Святого Станіслава 3 ступеня[36]. 1 вересня 1907 року отримує чин штабс-ротмістр з вислугою з 9 серпня 1907 року[38]. В 1909 році штабс-ротмістр 9-го уланського Бузького полку(Біла Церква)[39]. Перед Першою світовою війною був викладачем верхової їзди у Пажовому корпусі в Петербурзі[40], де, ймовірно, й відбулося знайомство з майбутньою дружиною, діти якої там навчались. Його кохання до неї було неймовірним[41]. З початком Першої світової відразу відбув на фронт у склад 9-го уланського Бузького полку в чині ротмістра і в першому ж бою загинув 19 серпня 1914 року[42]. Дружина — Марія Олексіївна (нар.1871 — пом. 24 листопада 1938) (до шлюбу Столпакова), донька члена Ради міністрів шляхів сполучення. Перший чоловік Олексій Георгійович фон Бюнтінг, з яким мала чотирьох дітей: Юрій (нар.1894 — застрелився перед Першою світовою війною), Олексій (нар.1895 — закінчив Пажовий корпус у грудні 1914 року і прапорщиком скерований до 9-го уланського Бузького полку, але по дорозі на фронт захворів скарлатиною і раптово помер), Кирило (нар.1898), Михайло (нар.1901 — пом.2 червня 1923, Китай. Похований на Новому цвинтарі в Харбіні). Розлучилася, коли діти вже стали самостійними. Після Жовтневого перевороту 1917 року виїхала з Петрограда в Китай. Мешкала в Харбіні. Чудово володіючи іноземними мовами, працювала перекладачкою в канцелярії управління КСЗ в Харбіні. Останнім часом після полишення служби давала приватні уроки англійської та французької мови. Сама давня членкиня Жіночого гуртка при Будинку милосердя в Харбіні. Приблизно 1933 року прийняла постриг з іменем Магдалина. Померла 24 листопада 1938 року і на третій день похована на Новому цвинтарі в Харбіні.

### Творчий доробок
Однією з відомих картин є акварельний портрет О. О. Андрієвського.

## Галерея

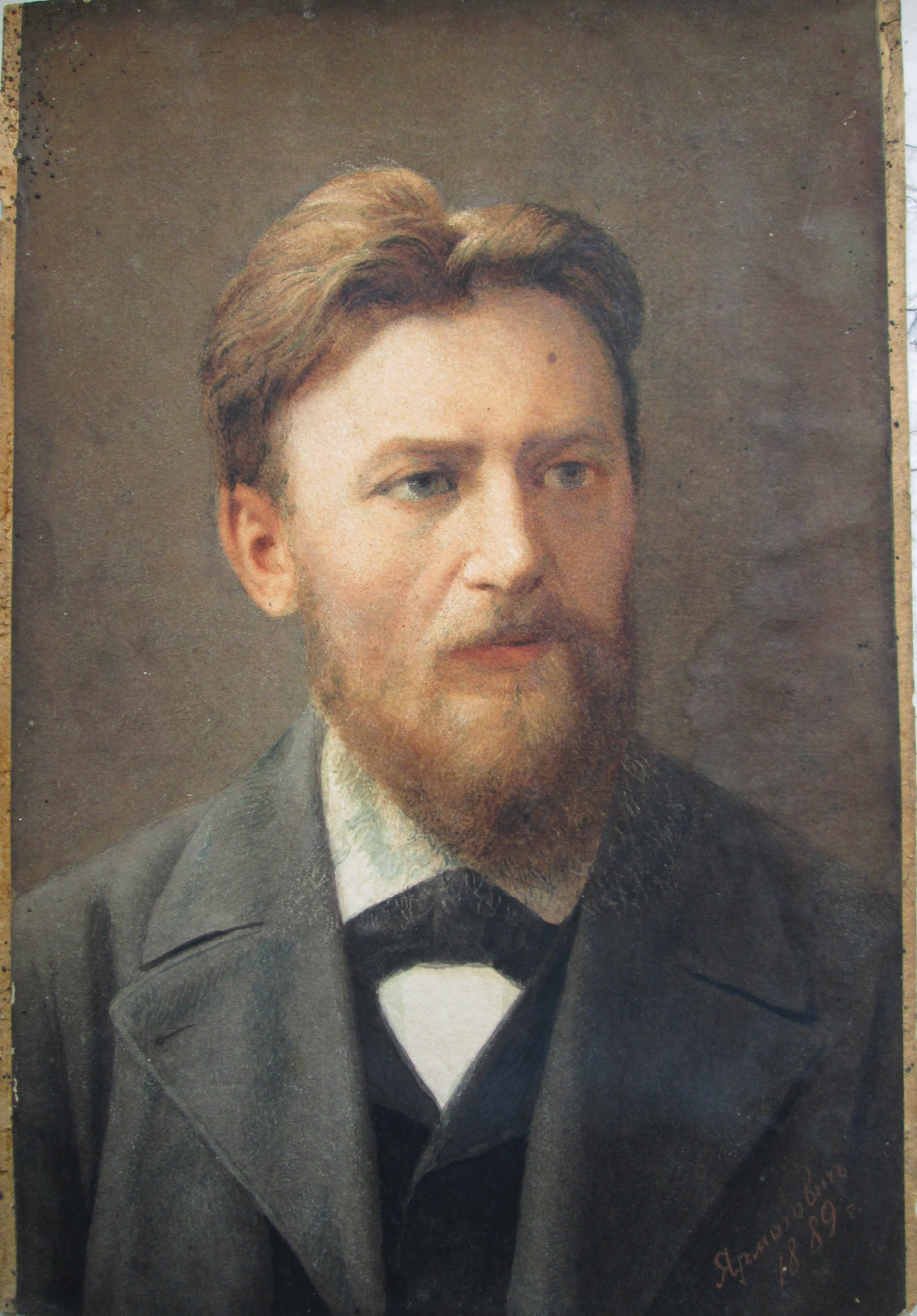
Акварельний портрет інспектора гімназії в 1885-1890 н. р. Андрієвського.